# هاليتش
هاليتش (Галич) هي مدينة في مقاطعة إفانو-فرانكيفسكا في أوكرانيا.

## أعلام
- دانيال ملك غاليسيا